# Cinq-Mars (opera)

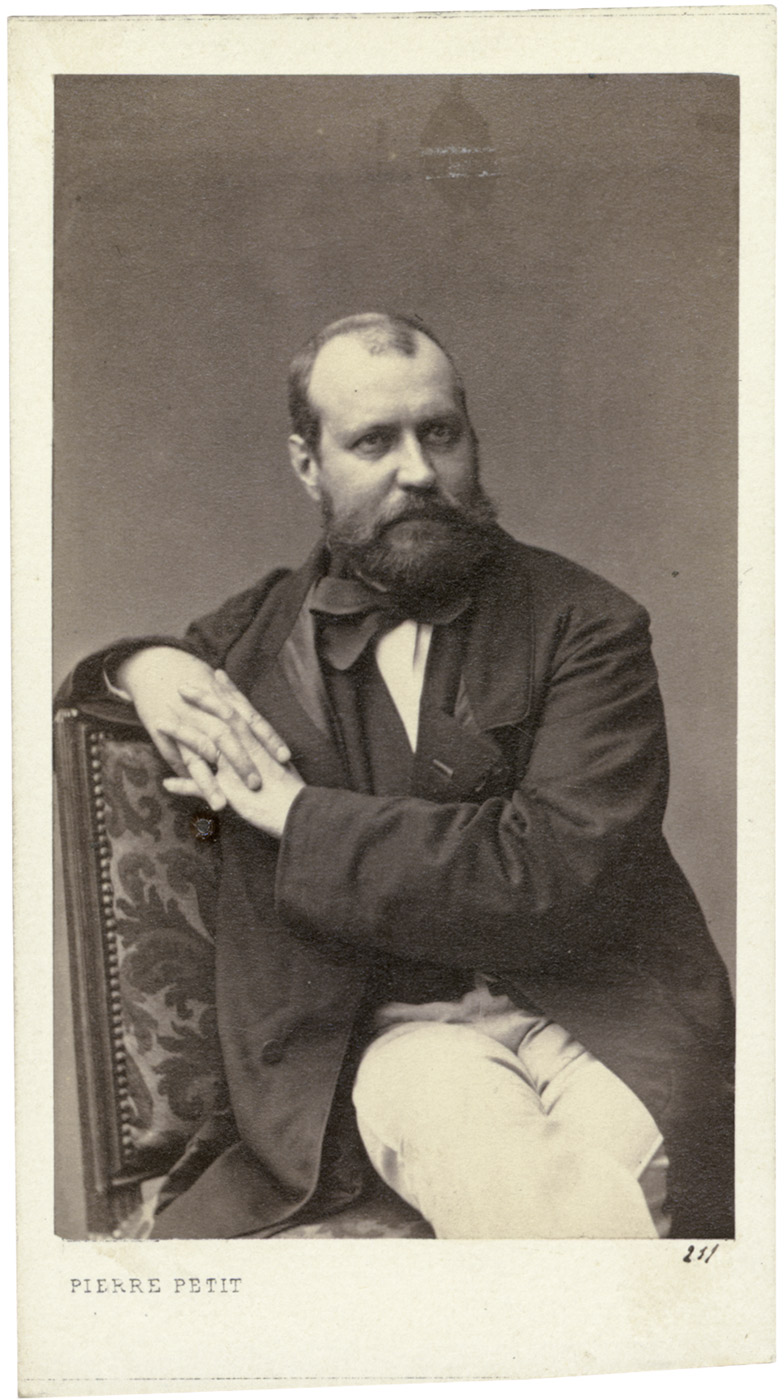
Charles Gounod

Cinq-Mars eller (Une conjuration sous Louis XIII) är en opera i fyra akter med musik av Charles Gounod och libretto av Paul Poirson och Louis Gallet fritt efter Alfred de Vignys historiska roman "Une conjuration sous Louis XIII".  

## Uppförandehistorik
Cinq-Mars hade premiär på Opéra-Comique i Paris den 5 april 1877. Mottagandet blev svalt: "Den tillför inget alls till Gounds ära, inte heller försämrar den det."  Några kritiker klankade ned på genrerna grand opéra och opéra comique; en andra version (Léon Grus, n.d.) innehåller recitativ för de få talscenerna samt en cantabile till akt III för de Thou skriven speciellt för uppsättningen på La Scala i Milano.
Verket spelades på operan i Leipzig i maj 2017, dirigerad av David Reiland, i en uppsättning av Anthony Pilavachi, med Mathias Vidal i titelrollen.

## Personer
| Roller                                               | Stämma  | Premiärbesättning 5 april 1877 (Dirigent: Charles Lamoureux) |
| ---------------------------------------------------- | ------- | ------------------------------------------------------------ |
| Henri Coiffier de Ruzé d'Effiat, markis av Cinq-Mars | tenor   | Dereims                                                      |
| Le conseiller de Thou                                | baryton | Stéphanne                                                    |
| Père Joseph, ett sändebud från kardinal Richelieu    | bas     | Giraudet                                                     |
| Le vicomte de Fontrailles                            | baryton | Barré                                                        |
| Le roi (Ludvig XIII av Frankrike)                    | bas     | Maris                                                        |
| Kanslern                                             | bas     | Bernard                                                      |
| De Montmort                                          | tenor   | Lefèvre                                                      |
| De Montrésor                                         | bas     | Teste                                                        |
| De Brienne                                           | baryton | Collin                                                       |
| De Monglat                                           | tenor   | Chenevière                                                   |
| De Château-Giron                                     | baryton | Villars                                                      |
| Eustache, en spion                                   | bas     | Davoust                                                      |
| Prinsessan Marie de Gonzague                         | sopran  | Chevrier                                                     |
| Marion Delorme                                       | sopran  | Frank-Duvernoy                                               |
| Ninon de l'Enclos                                    | sopran  | Périer                                                       |

## Handling

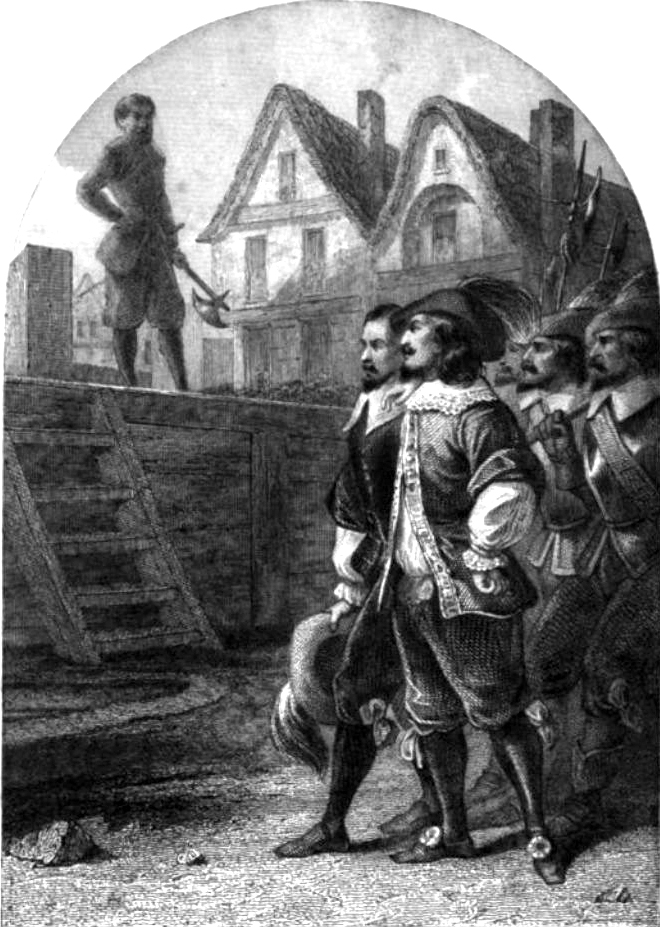
Avrättningen av Cinq-Mars och François de Thou den 12 september 1642

Handlingen är trogen de verkliga händelserna kring den franska adelns misslyckade uppror mot Richelieus maktövertagande, men lägger till en kärlekshistoria mellan Marquis of Cinq-Mars och prinsessan Marie de Gonzague. Emedan de Vignys figur trånar efter att bli hennes sociale like, går operans hjälte in i politiken först efter att han har fått vetskap om det planerade äktenskapet mellan Mari och kungen av Polen. Efter att komplotten har avslöjats ges hon en chans att rädda honom genom att gå med på äktenskapet, men hennes offer är förgäves: innan deras flyktplan kan sättas i verket flyttas avrättningstillfället plötsligt fram.

### Akt 1
Marquis de Cinq-Mars slott
En kör av adelsmän firar Cinq-Mars kommande betydelse ("A la Cour vous allez paraître"); några tycker att han är skyldig kardinal Richelieu sin trohet, och andra föredrar kungen. För Cinq-Mars del spelar politiken ingen roll. När han blir ensam med sin vän de Thou erkänner han att han älskar prinsessan Marie de Gonzague ("Henri! Vous nous parliez"). De känner båda att deras kärlek inte kommer att sluta lyckligt. Gästerna kommer tillbaka: däribland återfinns fader Joseph, kardinalens talesman, samt prinsessan Marie. Fader Joseph sammankallar Cinq-Mars till hovet, där bröllopet ska förberedas mellan prinsessan Marie och kungen av Polen. Cinq-Mars och Marie kommer överens om att mötas senare på kvällen. Efter gästernas uttåg ber Marie om hjärtefrid till natten ("Nuit resplendissante"). Cinq-Mars kommer in och förklarar henne sin kärlek; innan han går återgäldar hon kärleken ("Ah! Vous m'avez pardonné ma folie").

### Akt 2
Scen 1: Kungens våning
En kör besjunger kurtisanen Marion Delormes skönhet ("A Marion, reine des belles"). Fontrailles, Montrésor, Montmort, de Brienne, Monglat och andra kurtisaner diskuterar Cinq-Mars ökade påverkan på kungen. Adeln är missnöjd med kardinal Richelieus utökade makt och de undrar om Cinq-Mars önskar förena sig med dem. Marion rapporterar att kardinalen hotar Cinq-Mars med exil; Fontrailles är överraskad och tror bestämt att Paris skulle bli väldigt tråkigt utan hans eleganta salonger ("On ne verra plus dans Paris"). Marion tillkännager att hon ska ordna en bal nästa dag, som ska ge dem tillfälle att planlägga intrigen mot kardinalen. Cinq-Mars kommer och välkomnas av kurtisanerna ("Ah! Monsieur le Grand Ecuyer"). Marie har precis anlänt till hovet och de två älskande förenas ("Quand vous m'avez dit un jour"). Strax därpå kommer fader Joseph med beskedet att trots kungens informella accepterande av Cinq-Mars äktenskap med Marie vägrar kardinalen att ge sitt godkännande. Han föredrar originalplanen där Marie ska äkta kungen av Polen.
Scen 2: I Marion Delormes våning
Aftonen inleds med läsandet av Madeleine de Scudérys senaste roman Clélie, följt av en längre pastoral underhållning med balett och en herde som sjunger en sonett ("De vos traits mon âme est navrée"). Mer seriösa ting är dock i allas tankar ("Viendra-t-il?"). Fontrailles lugnar alla med att Cinq-Mars kommer att gå med i komplotten som han förutsåg, och att Cinq-Mars snart ska anlända. Han tillägger att kungen inte längre har kontroll över landet, och att orsaken är utnämningen av kardinalen. Inbördeskrig hotar och han avslöjar att han skrivit under ett fredsfördrag med Spanien, vars arméer ska hjälpa till. De Thou avbryter honom och varnar för att öppna upp Frankrike mot främmande makter, men markisen är bestämd.

### Akt 3
Nästa dag. Utanför ett kapell
Ett möte med konspiratörerna stundar. Marie kommer till allas förvåning och håller med Cinq-Mars att omedelbart utbyta äktenskapslöften ("Madame, c'est le lieu du rendez-vous"). När de gått kommer fader Joseph och Eustache fram från en undangömd håla: Eustache är spion och avlämnar rapport om intrigen till fader Joseph. Fader Joseph ämnar strid mot Cinq-Mars ("Tu t'en vas"). Han konfronterar Marie med ordern om Cinq-Mars avrättning på grund av förräderi genom samarbete med främmande makter. Vidare säger han att den polske ambassadören snart kommer återvända efter en jakt med kungen, och fader Joseph råder Marie att svara till hans fördel; i utbyte ska Cinq-Mars skonas. När de kungliga anländer kapitulerar Marie ("Hallali! Chasse superbe").

### Akt 4
Ett fängelse
Medan han inväntar sin avrättning sörjer Cinq-Mars att Marie övergav honom. Han tänker emellertid på henne som tröst ("O chère et vivante image"). Marie kommer in och förklarar fader Josephs krav, och tillstår att hon alltid har älskat Cinq-Mars ("Ah! Qu'ai-je dit"). De Thou förklarar planen för att rädda Cinq-Mars nästa dag. När kanslern och fader Joseph kommer och säger att markisen ska dö före skymningen står det klart att planen har gått om intet  ("Messieurs, appelez à vous, votre courage"). Innan Cinq-Mars förs ut till galgen sjunger han en sista bön med de Thou.